# 本莫爾湖
44°24′54″S 170°13′14″E / 44.41500°S 170.22056°E

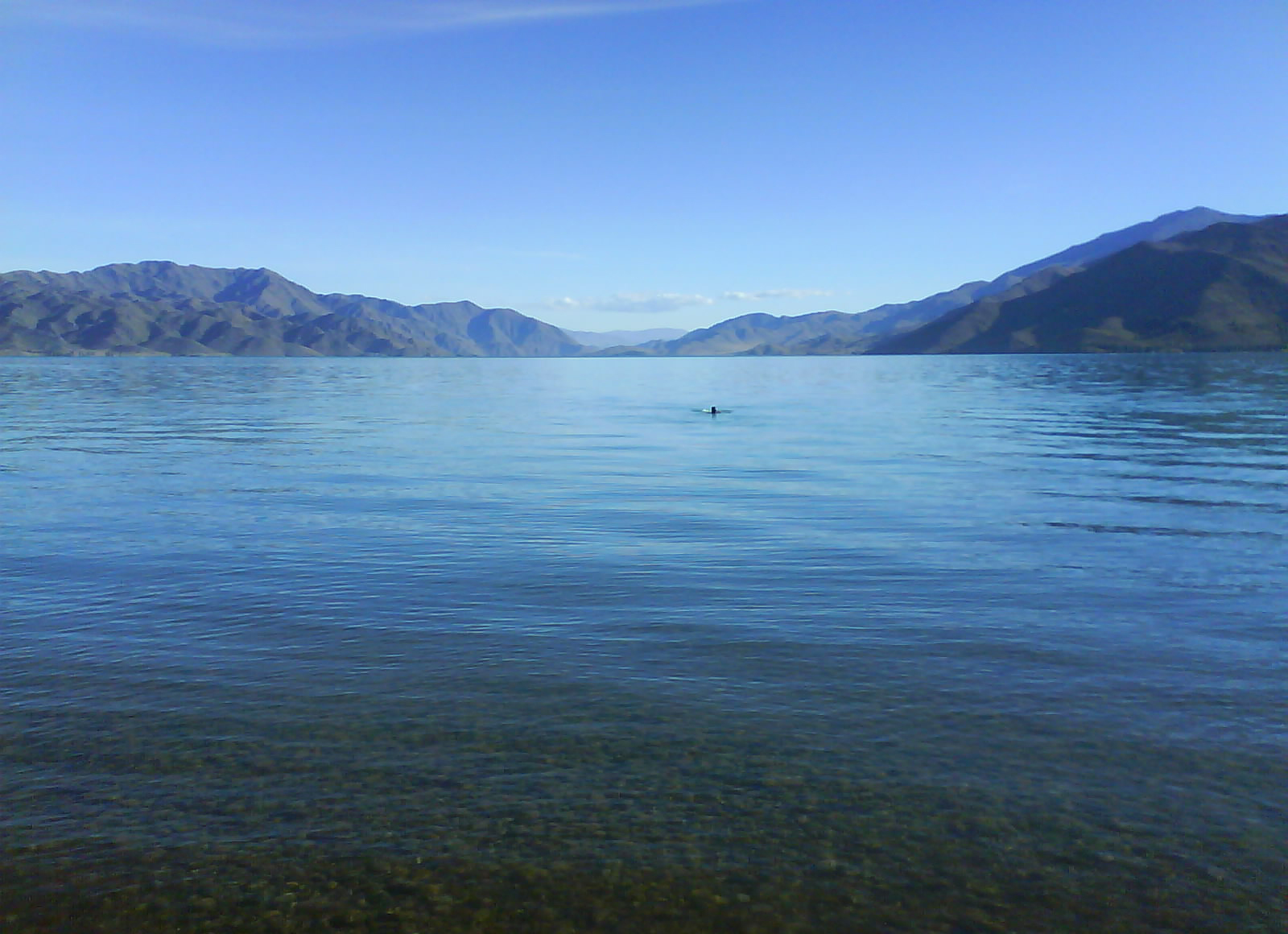

本莫爾湖是新西蘭的湖泊，位於南島，由坎特伯雷負責管轄，始建於1960年代，面積75平方公里，海拔高度361米，最大水深12米，蓄水量1,250萬立方米。

## 外部連結
- Map of Waitaki District showing Lake Benmore bordering the Mackenzie and Waimate Districts